# Всесвітня адміністративна радіоконференція
Всесвітня адміністративна радіоконференція (англ. World Administrative Radio Conference) була технічною конференцією Міжнародного союзу електрозв’язку (англ. International Telecommunication Union), на якій збиралися делегати від країн-членів МСЕ, щоб переглянути або внести зміни до всіх правил міжнародного радіозв’язку, що стосуються усіх телекомунікаційних послуг у всьому світі. Конференція відбулася в Женеві, Швейцарія, а підготовчі конференції відбулися в Панамі.
Одним із результатів зустрічі 1979 року було виділення трьох нових радіоаматорських діапазонів.
У 1992 році на Додатковій повноважній конференції в Женеві ITU було реорганізовано, і в результаті з 1993 року конференція стала називатися Всесвітньою конференцією радіозв'язку або WRC.

## Список конференцій
- Підкготовча конференція МСЕ до Всесвітня адміністративна радіоконференції — Панама 1979
- Всесвітня адміністративна радіоконференція МСЕ — Женева 1979 (WARC-79)
- Всесвітня адміністративна радіоконференція МСЕ — Женева 1984 (WARC-84)
- Всесвітня адміністративна радіоконференція МСЕ — Женева 1992 (WARC-92)

## Дивіться також
- Аматорський радіозв'язок
- Радіо
- Телекомунікації